# 퍼밀리어 리눅스

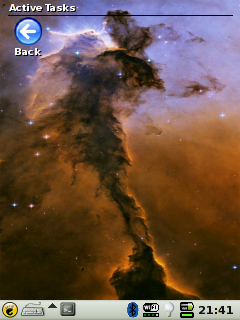

퍼밀리어 리눅스(Familiar Linux)는 윈도우 CE를 대체하기 위해 개발된 iPAQ 장치 및 기타 PDA(개인 정보 단말기)용 리눅스 배포판이다. OPIE, 즉 GPE Palmtop Environment를 그래픽 사용자 인터페이스로 사용할 수 있다.

## 기술적 세부 사항
이는 데비안 ARM 배포판을 대략적으로 기반으로 하지만 ipkg 패키지 관리자를 사용한다. 여기에는 파이썬과 XFree86이 포함되어 있다.

## 역사
2000년 5월 알렉산더 가이(Alexander Guy)는 컴팩 프로그래머가 작업한 커널을 가져와 이를 중심으로 완전한 리눅스 배포판을 구축하고 Familiar(v0.1)의 첫 번째 버전을 출시했다.
첫 번째 버전은 2000년 5월에 출시되었다.
Handhelds.org 프로젝트의 일부로 개발되었다.

## 반응
IBM DeveloperWorks의 2004년 리뷰에 따르면 퍼밀리어 리눅스는 더 많은 개선이 필요했으며 "듀얼 부팅 절차가 가능하다면 대중의 수용을 얻을 수 있을 것"이었다.